# Wioślarstwo na Letnich Igrzyskach Olimpijskich 2016 – jedynka kobiet
Rywalizacja w jedynce kobiet w wioślarstwie na Letnich Igrzyskach Olimpijskich 2016 rozgrywana była między 8 a 12 sierpnia na Lagoa Rodrigo de Freitas.
Do zawodów zgłoszone zostały 32 zawodniczki.

## Terminarz
Wszystkie godziny podane są w czasie brazylijskim (UTC-03:00).
| Data             | Godzina   |              |
| Data             | UTC-03:00 |              |
| ---------------- | --------- | ------------ |
| 6 sierpnia 2016  | 09:30     | Eliminacje   |
| 8 sierpnia 2016  | 10:00     | Repasaże     |
| 9 sierpnia 2016  | 09:10     | Ćwierćfinały |
| 12 sierpnia 2016 | 10:10     | Półfinały    |
| 12 sierpnia 2016 | 08:40     | Finały E/F   |
| 13 sierpnia 2016 | 09:40     | Finały D-A   |

## Rekordy
| Nazwa             | Zawodnicy       | Kraj     | Rezultat | Miejsce   | Data             |
| ----------------- | --------------- | -------- | -------- | --------- | ---------------- |
| Rekord świata     | Rumjana Nejkowa | Białoruś | 7:07,710 | Hiszpania | 21 sierpnia 2002 |
| Rekord olimpijski | Katrin Rutschow | Niemcy   | 7:18,120 | Ateny     | 21 sierpnia 2004 |

## Wyniki

### Eliminacje
Trzy pierwsze osady z każdego biegu awansowały do ćwierćfinału. Pozostałe osady wzięły udział w repasażach.
Bieg 1
| Pozycja | Tor | Zawodnik              | Reprezentacja    | Czas    | Uwagi |
| ------- | --- | --------------------- | ---------------- | ------- | ----- |
| 1.      | 2   | Kenia Lechuga         | Meksyk           | 8:11,44 | Q     |
| 2.      | 5   | Micheen Thornycroft   | Zimbabwe         | 8:18,88 | Q     |
| 3.      | 1   | Kim Crow              | Australia        | 8:22,80 | Q     |
| 4.      | 3   | Kim Ye-ji             | Korea Południowa | 8:24,79 |       |
| 5.      | 4   | Anna Malvina Svennung | Szwecja          | 8:48,46 |       |
| 6.      | 6   | Emily Morley          | Bahamy           | 9:22,12 |       |

Bieg 2
| Pozycja | Tor | Zawodnik          | Reprezentacja     | Czas    | Uwagi |
| ------- | --- | ----------------- | ----------------- | ------- | ----- |
| 1.      | 1   | Gevvie Stone      | Stany Zjednoczone | 8:29,67 | Q     |
| 2.      | 5   | Fie Udby Erichsen | Dania             | 8:30,07 | Q     |
| 3.      | 3   | Lina Šaltytė      | Litwa             | 8:35,92 | Q     |
| 4.      | 4   | Mahsa Javar       | Iran              | 8:39,28 |       |
| 5.      | 6   | Lucia Palermo     | Argentyna         | 8:47,01 |       |
| 6.      | 2   | Dewi Yuliawati    | Indonezja         | 9:36,10 |       |

Bieg 3
| Pozycja | Tor | Zawodnik             | Reprezentacja | Czas    | Uwagi |
| ------- | --- | -------------------- | ------------- | ------- | ----- |
| 1.      | 3   | Carling Zeeman       | Kanada        | 8:41,12 | Q     |
| 2.      | 5   | Sanita Pušpure       | Irlandia      | 9:11,45 | Q     |
| 3.      | 4   | Nadia Negm           | Egipt         | 9:14,55 | Q     |
| 4.      | 1   | Phuttharaksa Neegree | Tajlandia     | 9:17,95 |       |
| 5.      | 2   | Camila Valle         | Peru          | 9:30,60 |       |

Bieg 4
| Pozycja | Tor | Zawodnik               | Reprezentacja   | Czas    | Uwagi |
| ------- | --- | ---------------------- | --------------- | ------- | ----- |
| 1.      | 5   | Duan Jingli            | Chiny           | 8:18,57 | Q     |
| 2.      | 2   | Jeannine Gmelin        | Szwajcaria      | 8:28,10 | Q     |
| 3.      | 4   | Saiyidah Aisyah        | Singapur        | 8:44,71 | Q     |
| 4.      | 3   | Huang Yi-ting          | Chińskie Tajpej | 8:51,74 |       |
| 5.      | 1   | Swietłana Giermanowicz | Kazachstan      | 9:34,15 |       |

Bieg 5
| Pozycja | Tor | Zawodnik           | Reprezentacja | Czas    | Uwagi |
| ------- | --- | ------------------ | ------------- | ------- | ----- |
| 1.      | 1   | Magdalena Lobnig   | Austria       | 8:26,83 | Q     |
| 2.      | 4   | Miroslava Knapková | Czechy        | 8:28,90 | Q     |
| 3.      | 2   | Chierika Ukogu     | Nigeria       | 8:35,34 | Q     |
| 4.      | 3   | Amina Rouba        | Algieria      | 8:55,09 |       |
| 5.      | 5   | Claire Akossiwa    | Togo          | 9:56,43 |       |

Bieg 6
| Pozycja | Tor | Zawodnik           | Reprezentacja     | Czas    | Uwagi |
| ------- | --- | ------------------ | ----------------- | ------- | ----- |
| 1.      | 1   | Emma Twigg         | Nowa Zelandia     | 8:17,02 | Q     |
| 2.      | 5   | Kaciaryna Karsten  | Białoruś          | 8:21,21 | Q     |
| 3.      | 4   | Michelle Pearson   | Bermudy           | 8:22,15 | Q     |
| 4.      | 3   | Gabriela Mosqueira | Paragwaj          | 8:27,39 |       |
| 5.      | 2   | Felice Chow        | Trynidad i Tobago | 8:31,83 |       |

### Repasaże
Dwie pierwsze osoady awansowały do ćwierćfinałów. Pozostałe osady awansowały do półfinałów E/F.
Repasaż 1
| Pozycja | Tor | Zawodnik     | Reprezentacja     | Czas    | Uwagi |
| ------- | --- | ------------ | ----------------- | ------- | ----- |
| 1.      | 2   | Amina Rouba  | Algieria          | 8:04,21 | Q     |
| 2.      | 1   | Felice Chow  | Trynidad i Tobago | 8:04,91 | Q     |
| 3.      | 3   | Mahsa Javar  | Iran              | 8:06,57 |       |
| 4.      | 5   | Emily Morley | Bahamy            | 8:22,77 |       |
| 5.      | 4   | Camila Valle | Peru              | 8:32,66 |       |

Repasaż 2
| Pozycja | Tor | Zawodnik        | Reprezentacja    | Czas    | Uwagi |
| ------- | --- | --------------- | ---------------- | ------- | ----- |
| 1.      | 2   | Kim Ye-ji       | Korea Południowa | 7:59,59 | Q     |
| 2.      | 1   | Lucia Palermo   | Argentyna        | 8:00,59 | Q     |
| 3.      | 3   | Huang Yi-ting   | Chińskie Tajpej  | 8:01,27 |       |
| 4.      | 4   | Claire Akossiwa | Togo             | 9:04,76 |       |

Repasaż 3
| Pozycja | Tor | Zawodnik               | Reprezentacja | Czas    | Uwagi |
| ------- | --- | ---------------------- | ------------- | ------- | ----- |
| 1.      | 1   | Anna Malvina Svennung  | Szwecja       | 7:46,35 | Q     |
| 2.      | 3   | Gabriela Mosqueira     | Paragwaj      | 7:59,32 | Q     |
| 3.      | 4   | Swietłana Giermanowicz | Kazachstan    | 8:00,42 |       |
| 4.      | 2   | Phuttharaksa Neegree   | Tajlandia     | 8:07,92 |       |
| 5.      | 5   | Dewi Yuliawati         | Indonezja     | 8:14,81 |       |

### Ćwierćfinały
Trzy pierwsze osady z każdego z ćwierćfinałów awansowały do półfinału A/B. Pozostałe osoady awansowały do półfinałów C/D.
Ćwierćfinał 1
| Pozycja | Tor | Zawodnik           | Reprezentacja    | Czas    | Uwagi |
| ------- | --- | ------------------ | ---------------- | ------- | ----- |
| 1.      | 3   | Emma Twigg         | Nowa Zelandia    | 7:31,79 | Q     |
| 2.      | 2   | Miroslava Knapková | Czechy           | 7:37,04 | Q     |
| 3.      | 4   | Kenia Lechuga      | Meksyk           | 7:44,11 | Q     |
| 4.      | 1   | Kim Ye-ji          | Korea Południowa | 7:51,80 |       |
| 5.      | 6   | Gabriela Mosqueira | Paragwaj         | 7:54,49 |       |
| 6.      | 5   | Saiyidah Aisyah    | Singapur         | 7:56,00 |       |

Ćwierćfinał 2
| Pozycja | Tor | Zawodnik              | Reprezentacja     | Czas    | Uwagi |
| ------- | --- | --------------------- | ----------------- | ------- | ----- |
| 1.      | 4   | Gevvie Stone          | Stany Zjednoczone | 7:27,04 | Q     |
| 2.      | 2   | Jeannine Gmelin       | Szwajcaria        | 7:29,66 | Q     |
| 3.      | 3   | Magdalena Lobnig      | Austria           | 7:35,37 | Q     |
| 4.      | 1   | Anna Malvina Svennung | Szwecja           | 7:38,07 |       |
| 5.      | 6   | Felice Chow           | Trynidad i Tobago | 8:02,53 |       |
| 6.      | 5   | Nadia Negm            | Egipt             | 8:25,75 |       |

Ćwierćfinał 3
| Pozycja | Tor | Zawodnik             | Reprezentacja | Czas    | Uwagi |
| ------- | --- | -------------------- | ------------- | ------- | ----- |
| 1.      | 5   | Fie Udby Erichsen    | Dania         | 7:33,24 | Q     |
| 2.      | 3   | Micheen Thornycroft] | Zimbabwe      | 7:34,38 | Q     |
| 3.      | 4   | Carling Zeeman       | Kanada        | 7:34,52 | Q     |
| 4.      | 6   | Michelle Pearson     | Bermudy       | 7:34,90 |       |
| 5.      | 2   | Chierika Ukogu       | Nigeria       | 7:54,44 |       |
| 6.      | 1   | Amina Rouba          | Algieria      | 8:21,06 |       |

Ćwierćfinał 4
| Pozycja | Tor | Zawodnik          | Reprezentacja | Czas    | Uwagi |
| ------- | --- | ----------------- | ------------- | ------- | ----- |
| 1.      | 2   | Kim Crow          | Australia     | 7:26,86 | Q     |
| 2.      | 4   | Duan Jingli       | Chiny         | 7:27,88 | Q     |
| 3.      | 3   | Kaciaryna Karsten | Białoruś      | 7:28,03 | Q     |
| 4.      | 5   | Sanita Pušpure    | Irlandia      | 7:28,68 |       |
| 5.      | 6   | Lina Šaltytė      | Litwa         | 7:38,39 |       |
| 6.      | 1   | Lucia Palermo     | Argentyna     | 7:56,61 |       |

### Półfinały

#### Półfinały E/F
Trzy pierwsze osady z każdego z półfinałów awansowały do finału E. Pozostałe osoady awansowały do finału F.
Półfinał 1
| Pozycja | Tor | Zawodnik             | Reprezentacja   | Czas    | Uwagi |
| ------- | --- | -------------------- | --------------- | ------- | ----- |
| 1.      | 2   | Huang Yi-ting        | Chińskie Tajpej | 8:38,21 | FE    |
| 2.      | 3   | Mahsa Javar          | Iran            | 8:45,54 | FE    |
| 3.      | 1   | Phuttharaksa Neegree | Tajlandia       | 8:51,99 | FE    |
| 4.      | 4   | Camila Valle         | Peru            | 9:11,91 |       |

Półfinał 2
| Pozycja | Tor | Zawodnik               | Reprezentacja | Czas    | Uwagi |
| ------- | --- | ---------------------- | ------------- | ------- | ----- |
| 1.      | 2   | Swietłana Giermanowicz | Kazachstan    | 8:29,18 | FE    |
| 2.      | 4   | Dewi Yuliawati         | Indonezja     | 8:39,95 | FE    |
| 3.      | 1   | Emily Morley           | Bahamy        | 8:46,09 | FE    |
| 4.      | 3   | Claire Akossiwa        | Togo          | 9:25,60 |       |

#### Półfinały C/D
Trzy pierwsze osady z każdego z półfinałów awansowały do finału C. Pozostałe osoady awansowały do finału D.
Półfinał 1
| Pozycja | Tor | Zawodnik              | Reprezentacja    | Czas    | Uwagi |
| ------- | --- | --------------------- | ---------------- | ------- | ----- |
| 1.      | 5   | Lina Šaltytė          | Litwa            | 7:55,57 | FC    |
| 2.      | 4   | Anna Malvina Svennung | Szwecja          | 8:00,41 | FC    |
| 3.      | 3   | Kim Ye-ji             | Korea Południowa | 8:12,58 | FC    |
| 4.      | 2   | Chierika Ukogu        | Nigeria          | 8:18,55 |       |
| 5.      | 6   | Amina Rouba           | Algieria         | 8:22,34 |       |
| 6.      | 1   | Saiyidah Aisyah       | Singapur         | 8:22,45 |       |

Półfinał 2
| Pozycja | Tor | Zawodnik           | Reprezentacja     | Czas    | Uwagi |
| ------- | --- | ------------------ | ----------------- | ------- | ----- |
| 1.      | 4   | Sanita Pušpure     | Irlandia          | 7:53,48 | FC    |
| 2.      | 3   | Michelle Pearson   | Bermudy           | 8:05,78 | FC    |
| 3.      | 1   | Lucia Palermo      | Argentyna         | 8:15,42 | FC    |
| 4.      | 5   | Felice Chow        | Trynidad i Tobago | 8:20,07 |       |
| 5.      | 2   | Gabriela Mosqueira | Paragwaj          | 8:22,84 |       |
| 6.      | 6   | Nadia Negm         | Egipt             | 8:39,50 |       |

#### Półfinały A/B
Trzy pierwsze osady z każdego z półfinałów awansowały do finału A. Pozostałe osoady awansowały do finału B.
Półfinał 1
| Pozycja | Tor | Zawodnik            | Reprezentacja | Czas    | Uwagi |
| ------- | --- | ------------------- | ------------- | ------- | ----- |
| 1.      | 3   | Kim Crow            | Australia     | 7:47,88 | FA    |
| 2.      | 4   | Emma Twigg          | Nowa Zelandia | 7:48,20 | FA    |
| 3.      | 5   | Jeannine Gmelin     | Szwajcaria    | 7:49,83 | FA    |
| 4.      | 6   | Carling Zeeman      | Kanada        | 7:54,07 |       |
| 5.      | 2   | Micheen Thornycroft | Zimbabwe      | 8:00,53 |       |
| 6.      | 1   | Kenia Lechuga       | Meksyk        | 8:14,76 |       |

Półfinał 2
| Pozycja | Tor | Zawodnik           | Reprezentacja     | Czas    | Uwagi |
| ------- | --- | ------------------ | ----------------- | ------- | ----- |
| 1.      | 5   | Duan Jingli        | Chiny             | 7:43,97 | FA    |
| 2.      | 4   | Gevvie Stone       | Stany Zjednoczone | 7:44,56 | FA    |
| 3.      | 1   | Magdalena Lobnig   | Austria           | 7:45,48 | FA    |
| 4.      | 2   | Miroslava Knapková | Czechy            | 7:47,53 |       |
| 5.      | 6   | Kaciaryna Karsten  | Białoruś          | 7:48,89 |       |
| 6.      | 3   | Fie Udby Erichsen  | Dania             | 8:08,65 |       |

### Finały
Finał F
| Pozycja | Tor | Zawodnik        | Reprezentacja | Czas    | Uwagi |
| ------- | --- | --------------- | ------------- | ------- | ----- |
| 1.      | 2   | Camila Valle    | Peru          | 9:18,24 |       |
| 2.      | 1   | Claire Akossiwa | Togo          | 9:54,54 |       |

Finał E
| Pozycja | Tor | Zawodnik               | Reprezentacja   | Czas    | Uwagi |
| ------- | --- | ---------------------- | --------------- | ------- | ----- |
| 1.      | 4   | Huang Yi-ting          | Chińskie Tajpej | 8:34,53 |       |
| 2.      | 3   | Swietłana Giermanowicz | Kazachstan      | 8:38,25 |       |
| 3.      | 6   | Phuttharaksa Neegree   | Tajlandia       | 8:41,34 |       |
| 4.      | 2   | Mahsa Javar            | Iran            | 8:43,34 |       |
| 5.      | 5   | Dewi Yuliawati         | Indonezja       | 8:44,54 |       |
| 6.      | 1   | Emily Morley           | Bahamy          | 8:56,36 |       |

Finał D
| Pozycja | Tor | Zawodnik           | Reprezentacja     | Czas    | Uwagi |
| ------- | --- | ------------------ | ----------------- | ------- | ----- |
| 1.      | 2   | Gabriela Mosqueira | Paragwaj          | 7:44,62 |       |
| 2.      | 4   | Chierika Ukogu     | Nigeria           | 7:44,76 |       |
| 3.      | 5   | Amina Rouba        | Algieria          | 7:46,55 |       |
| 4.      | 3   | Felice Chow        | Trynidad i Tobago | 7:50,23 |       |
| 5.      | 1   | Saiyidah Aisyah    | Singapur          | 7:55,73 |       |
| 6.      | 6   | Nadia Negm         | Egipt             | 8:09,47 |       |

Finał C
| Pozycja | Tor | Zawodnik              | Reprezentacja    | Czas    | Uwagi |
| ------- | --- | --------------------- | ---------------- | ------- | ----- |
| 1.      | 3   | Sanita Pušpure        | Irlandia         | 7:27,60 |       |
| 2.      | 4   | Lina Šaltytė          | Litwa            | 7:30,38 |       |
| 3.      | 2   | Anna Malvina Svennung | Szwecja          | 7:32,54 |       |
| 4.      | 5   | Michelle Pearson      | Bermudy          | 7:34,41 |       |
| 5.      | 1   | Lucia Palermo         | Argentyna}       | 7:50,59 |       |
| 6.      | 6   | Kim Ye-ji             | Korea Południowa | 7:52,68 |       |

Finał B
| Pozycja | Tor | Zawodnik            | Reprezentacja | Czas    | Uwagi |
| ------- | --- | ------------------- | ------------- | ------- | ----- |
| 1.      | 3   | Miroslava Knapková  | Czechy        | 7:22,86 |       |
| 2.      | 5   | Kaciaryna Karsten   | Białoruś      | 7:25,03 |       |
| 3.      | 1   | Fie Udby Erichsen   | Dania         | 7:25,13 |       |
| 4.      | 4   | Carling Zeeman      | Kanada        | 7:28,62 |       |
| 5.      | 2   | Micheen Thornycroft | Zimbabwe      | 7:30,57 |       |
| 6.      | 6   | Kenia Lechuga       | Meksyk        | 7:40,39 |       |

Finał A
| Pozycja | Tor | Zawodnik         | Reprezentacja     | Czas    | Uwagi |
| ------- | --- | ---------------- | ----------------- | ------- | ----- |
| złoto   | 3   | Kim Crow         | Australia         | 7:21,54 |       |
| srebro  | 2   | Gevvie Stone     | Stany Zjednoczone | 7:22,92 |       |
| brąz    | 4   | Duan Jingli      | Chiny             | 7:24,13 |       |
| 4.      | 5   | Emma Twigg       | Nowa Zelandia     | 7:24,48 |       |
| 5.      | 1   | Jeannine Gmelin  | Szwajcaria        | 7:29,69 |       |
| 6.      | 6   | Magdalena Lobnig | Austria           | 7:34,86 |       |